# Langue partenaire
En Francophonie, une langue partenaire est une langue qui coexiste avec la langue française et avec laquelle sont aménagées des relations de complémentarité et de coopération fonctionnelles dans le respect des politiques linguistiques nationales.

## Origine de la notion
Le concept de "Langue Partenaire" remplace des expressions datées ou inadaptées :
- Langues du Sud
- Langues africaines
- Langues indigènes
- Langues natales

## Définition
Les langues partenaires peuvent être :
- Des langues nationales
- Des langues transfrontalières
- Des langues infranationales

## Imprécision de la notion de "Langue partenaire"
Du fait des types de langues citées plus haut, des interprétations différentes peuvent être soutenues. Voici par exemple une interprétation très large de la notion de langue partenaire :
« Maintenant la mission de la francophonie ne se résume certainement pas à la défense de la langue française, il y a des valeurs en commun, il y a une culture en commun et la mission qu'elle se donne est très large.
La francophonie travaille bien sur la langue française mais également les langues partenaires, c’est-à-dire que nous considérons que chaque langue parlée dans nos pays est une langue partenaire de la Francophonie, qu’ils s’agisse des langues internationales comme l’arabe, l’espagnol, etc., ou les langues transnationales ou transfrontalières, on appuie la promotion de toutes ces langues, ça c’est une réalité qu'il faut également connaître. »

## Limites de la notion
Puisque la définition fait état des politiques linguistiques nationales, les langues minoritaires non reconnues par la politique linguistique de leur État ne peuvent être en principe des langues partenaires.
C'est le cas des langues minoritaires en France.

## Partenariat linguistique
Le partenariat linguistique implique les actions suivantes :
- Renforcement des effectifs francophones dans les organisations internationales
- La promotion du français et appui à son enseignement
- L’appui aux politiques linguistiques et aux langues partenaires